# Resolución 69 del Consejo de Seguridad de las Naciones Unidas
La Resolución 69 del Consejo de Seguridad de las Naciones Unidas, adoptada el 4 de marzo de 1949, habiendo recibido y considerado la solicitud de Israel para ser miembro de las Naciones Unidas, el Consejo decidió que, a su juicio, Israel era un Estado amante de la paz y recomendó a la Asamblea General que concedieran la condición de miembro a Israel.
Esta votación se adoptó por nueve votos a favor, uno en contra por parte de Egipto y con la abstención en la votación por parte del Reino Unido.

El Consejo de Seguridad,
Habiendo recibido y examinado la solicitud de ingreso de Israel en las Naciones Unidas, 
1. Decide que, a su juicio, Israel es un Estado amante de la paz, que está capacitado para cumplir las obligaciones consignadas en la carta y se halla dispuesto a hacerlo, y en consecuencia, 
2. Recomienda a la Asamblea General que admita a Israel como Miembro de las Naciones Unidas.

Aprobada en la 414a. sesión por 9 votos contra 1 (Egipto) y una abstención (Reino Unido de Gran Bretaña e Irlanda del Norte).